# Rebekah Kochan
Rebekah Kochan (ur. 28 kwietnia 1984 roku w Las Vegas w Nevadzie) – amerykańska aktorka filmowa i stand-upowa.
Karierę rozpoczęła w wieku dziewięciu lat, gdy zagrała główną rolę w musicalu Annie, wystawianym przez jeden z teatrów w Las Vegas. Jako siedemnastolatka przeprowadziła się do Los Angeles, gdzie wkrótce dostała rolę Tiffani w niezależnej komedii Eating Out (2004); powtórzyła ją w czterech sequelach. W roku 2006 wystąpiła w głównej roli w horrorze wytwórni The Asylum pt. When a Killer Calls.

## Wybrana filmografia
- Deadly Sanctuary (2017) jako Kendall O'Dell
- Eating Out 5: Otwarty weekend (Eating Out: The Open Weekend, 2011) jako Tiffani
- Eating Out 4: Obóz teatralny (Eating Out: Drama Camp, 2011) jako Tiffani
- Finding Mr. Wright (2011) jako Eddy Malone
- Fishnet (2010) jako Trixie
- Homewrecker (2009) jako Sheila
- The Telling (2009) jako Lily
- Eating Out 3: Bierz, co chcesz (Eating Out: All You Can Eat, 2009) jako Tiffani
- Flu Bird Horror (2008) jako Lola
- Lez Be Friends (2007) jako Constance
- Freakshow (2007) jako Lucy
- Noc Halloween (Halloween Night, 2006) jako Shannon
- Piraci z wyspy skarbów (Pirates of Treasure Island, 2006) jako Annie Bonney
- Eating Out 2: Ten drugi raz (Eating Out 2: Sloppy Seconds, 2006) jako Tiffani
- Bram Stoker's Dracula's Curse (2006) jako Trixie McFly
- When a Killer Calls (2006) jako Trisha
- Exorcism: The Possession of Gail Bowers (2006) jako Francie
- Artistic License (2005) jako dziewczyna
- Eating Out (2004) jako Tiffani